# Tsjistopol
Tsjistopol (Russisch: Чи́стополь, Tataars: Чистай of Çistay; Tsjoevasjisch: Чистай) is een stad in de Russische autonome republiek Tatarije. De stad ligt aan de rivier de Kama, ruim 100 km ten oosten van Kazan.
Tsjistopol werd gesticht in het begin van de 18e eeuw. De stadsstatus werd verleend in 1781.
De stad beschikt over een luchthaven.
| 1897   | 1926   | 1939   | 1959   | 1970   | 1979   | 1989   | 2002   |
| ------ | ------ | ------ | ------ | ------ | ------ | ------ | ------ |
| 20.200 | 18.000 | 32.000 | 51.900 | 60.000 | 64.300 | 65.468 | 63.029 |

Volgens de telling van 1989 bestond de bevolking uit 65,8% Russen, 30,2% Wolga-Tataren en 2,1% Tsjoevasjen.

## Bekende personen uit Tsjistopol
- Alexander Boetlerov (1828-1886), scheikundige
- Pjotr Kafarov (1817-1878), sinoloog en geestelijke
- Sofia Goebaidoelina (1934-2025), componiste

Bestuurlijk centrum: Kazan

Agryz · Almetjevsk · Aznakajevo · Bavly · Boegoelma · Boeinsk · Bolgar · Jelaboega · Laisjevo · Leninogorsk · Mamadysj · Mendelejevsk · Menzelinsk · Naberezjnye Tsjelny · Nizjnekamsk · Noerlat · Tetjoesji · Tsjistopol · Zainsk · Zelenodolsk